# Więckowo
Więckowo (deutsch Wientzkowen, 1938 bis 1945 Winsken) ist ein kleines Dorf in der polnischen Woiwodschaft Ermland-Masuren. Es gehört zur Landgemeinde Janowo im Powiat Nidzicki (Kreis Neidenburg).

## Geographische Lage
Więckowo liegt in der südwestlichen Mitte der Woiwodschaft Ermland-Masuren, elf Kilometer östlich der Kreisstadt Nidzica (deutsch Neidenburg).

## Geschichte
Wentzkowo, auch Wentzkowo und Wentzelsdorff genannt, wurde 1577 gegründet. 1874 wurde das kleine Dorf in den Amtsbezirk Muschaken (polnisch Muszaki) im ostpreußischen Kreis Neidenburg eingegliedert, dem es bis 1945 angehörte. Am 4. November 1893 schlossen sich Wientzkowen und der Nachbarort Wilzken (polnisch Wilkczki) zur neuen Landgemeinde Wientzkowen zusammen.
388 Einwohner waren im Jahre 1910 in Wientzkowen registriert. Ihre Zahl belief sich 1933 auf 345.
Am 3. Juni – amtlich bestätigt am 16. Juli – 1938 wurde Wientzkowen aus politisch-ideologischen Gründen der Abwehr fremdländisch klingender Ortsnamen in „Winsken“ umbenannt. Die Einwohnerzahl im Jahre 1939 betrug 309.
In Kriegsfolge wurde Winsken 1945 innerhalb des gesamten südlichen Ostpreußen an Polen überstellt. Das Dorf erhielt die polnische Namensform „Więckowo“ und ist heute als Sitz eines Schulzenamtes (polnisch Sołectwo) eine Ortschaft im Verbund der Landgemeinde Janowo im Powiat Nidzicki (Kreis Ortelsburg), bis 1998 der Woiwodschaft Olsztyn, seither der Woiwodschaft Ermland-Masuren zugehörig. Im Jahre 2011 zählte Więckowo 187 Einwohner.

## Kirche
Wientzkowen resp. Winsken war bis 1945 in die evangelische Kirche Muschaken (polnisch Muszaki) in der Kirchenprovinz Ostpreußen der Kirche der Altpreußischen Union sowie in die römisch-katholische Kirche Neidenburg (Nidzica) im Bistum Ermland eingepfarrt.
Heute gehört Więckowo katholischerseits zur Pfarrei Muszaki im Erzbistum Ermland, evangelischerseits zur Pfarrei Nidzica in der Diözese Masuren der Evangelisch-Augsburgischen Kirche in Polen.

## Verkehr
Więckowo liegt an der verkehrsreichen Woiwodschaftsstraße 604, die die Städte Nidzica (Neidenburg) und Wielbark (Willenberg) verbindet. Eine Bahnanbindung besteht nicht mehr. Die nächste Bahnstation war Muszaki an der jetzt nicht befahrenen Bahnstrecke Nidzica–Wielbark.